# Eurymedon (Gigant)
Eurymedon (altgriechisch Εὐρυμέδων Eurymédōn) ist der Name eines Giganten aus der griechischen Mythologie.
In Homers Odyssee wird Eurymedon als Anführer und König der Giganten genannt. Properz nennt ihn beim Angriff auf den Olymp in der Gigantomachie.